# Stanhopea tricornis
Stanhopea tricornis är en orkidéart som beskrevs av John Lindley. Stanhopea tricornis ingår i släktet Stanhopea och familjen orkidéer. Inga underarter finns listade i Catalogue of Life.

## Bildgalleri

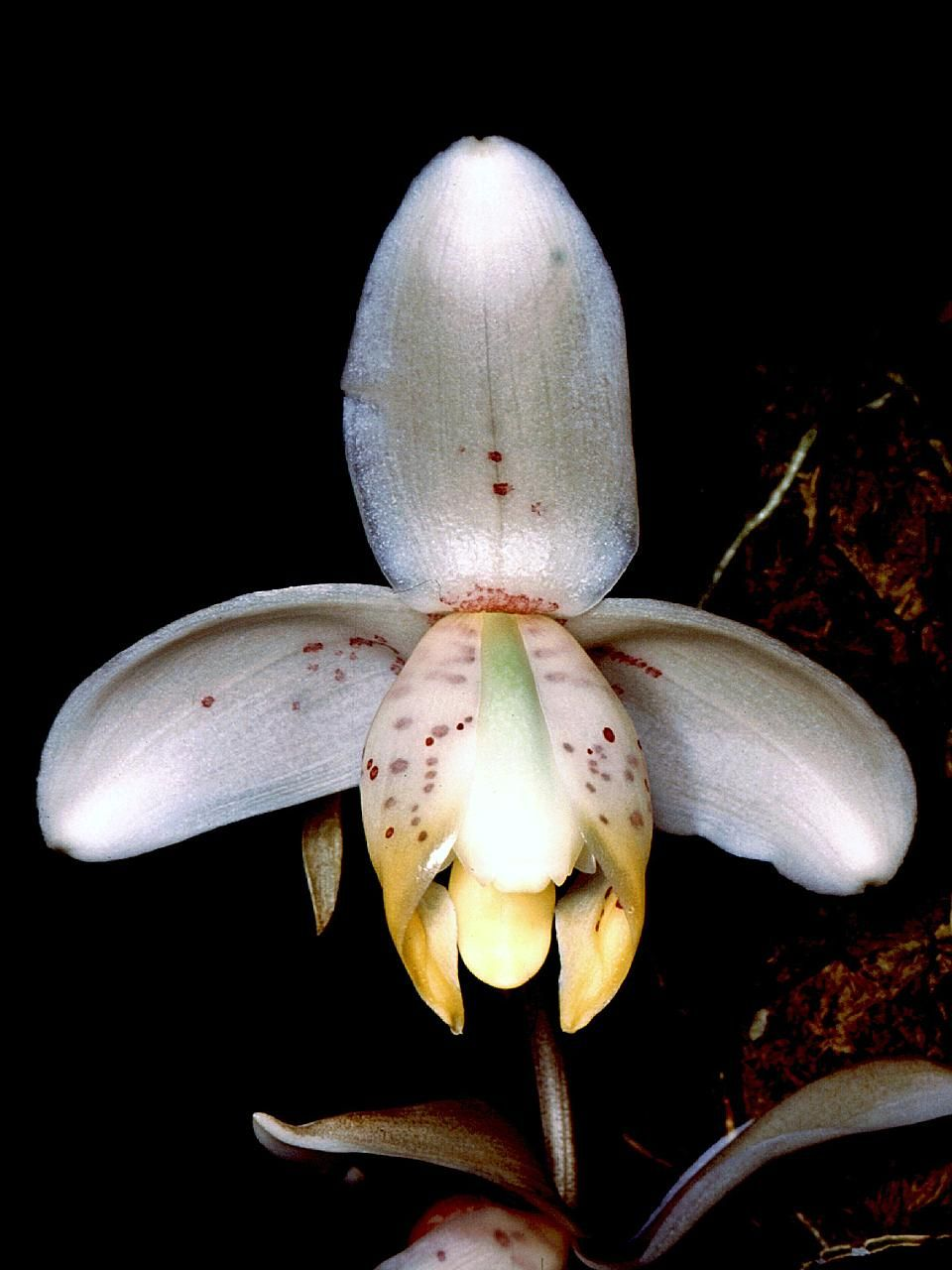
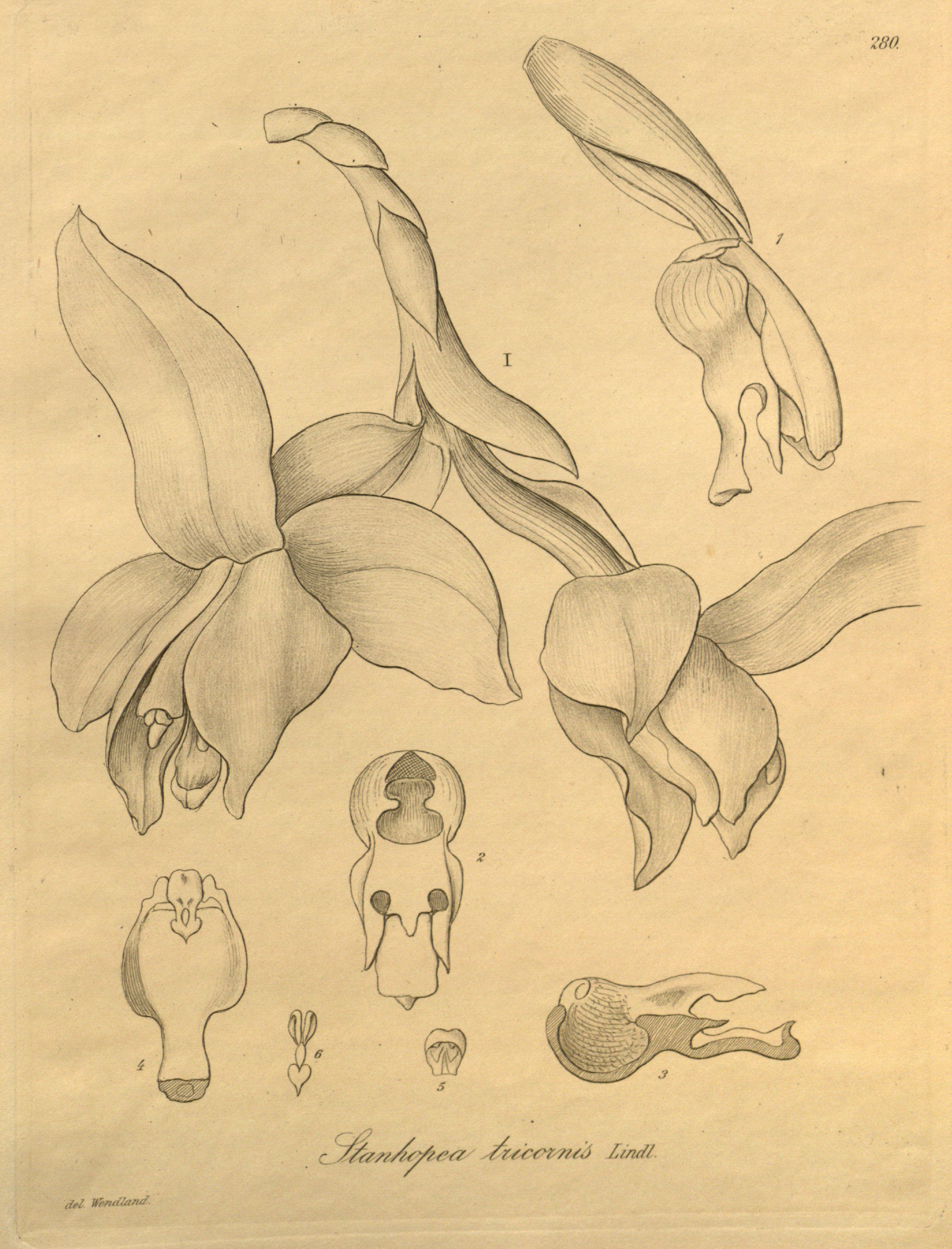
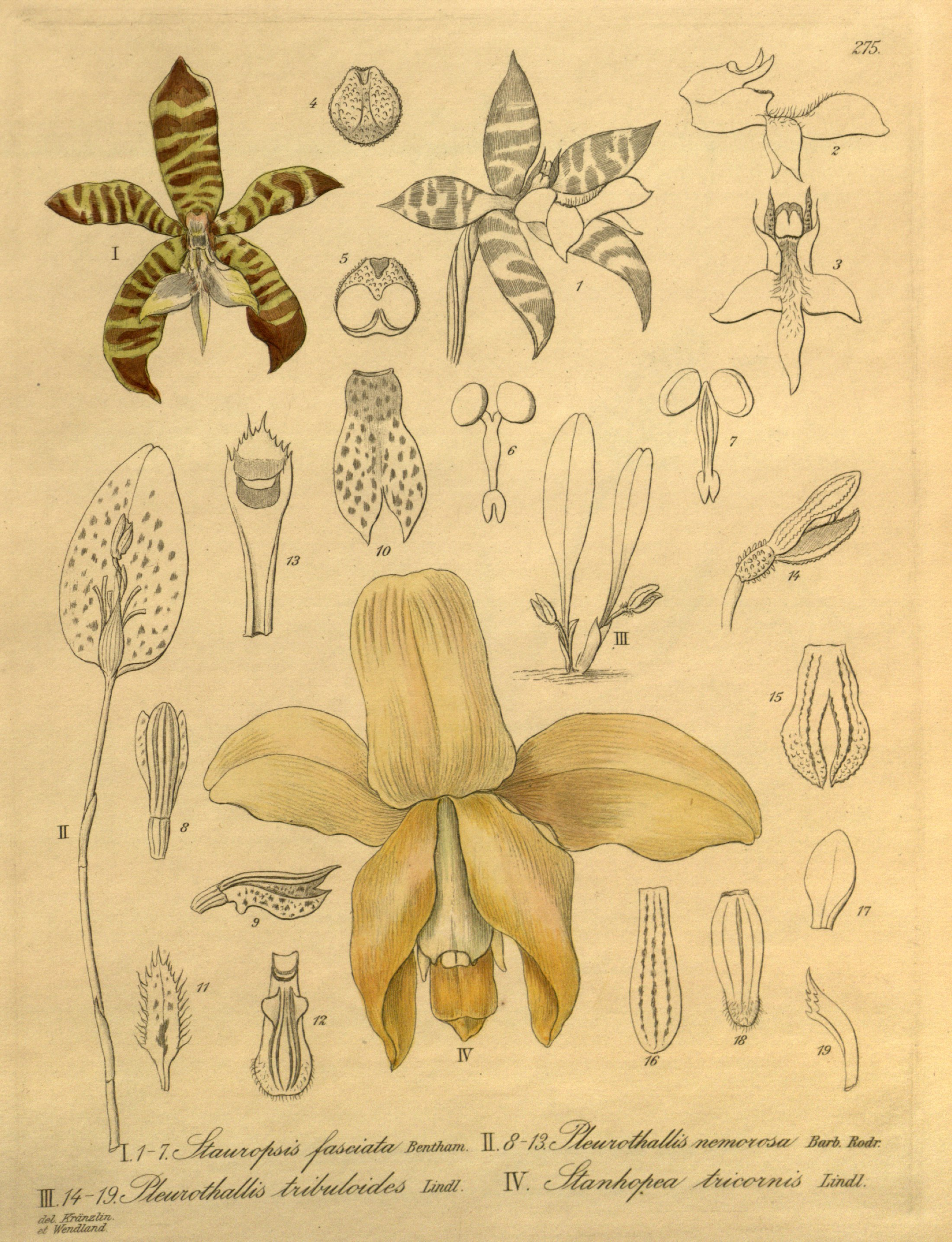
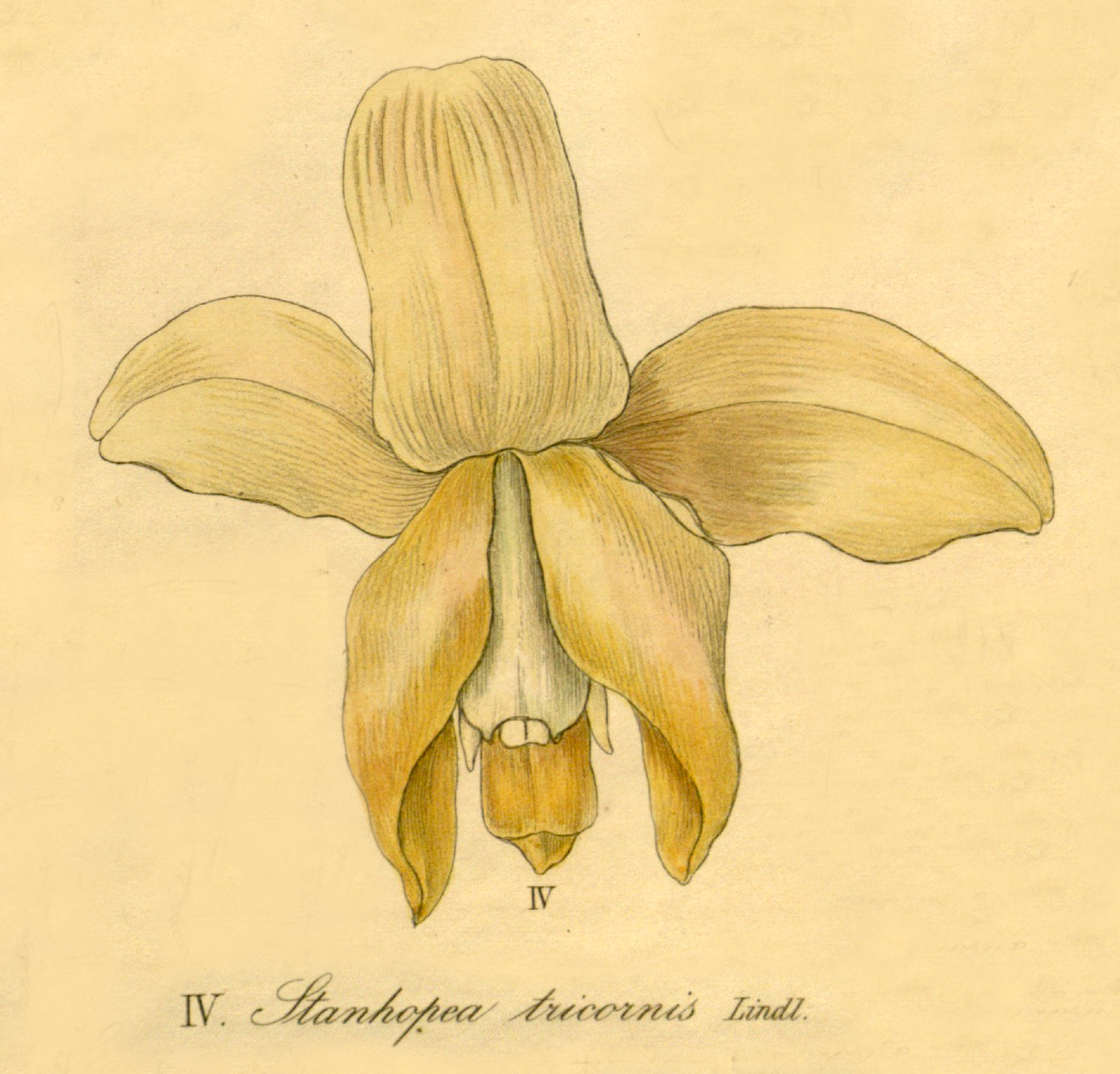
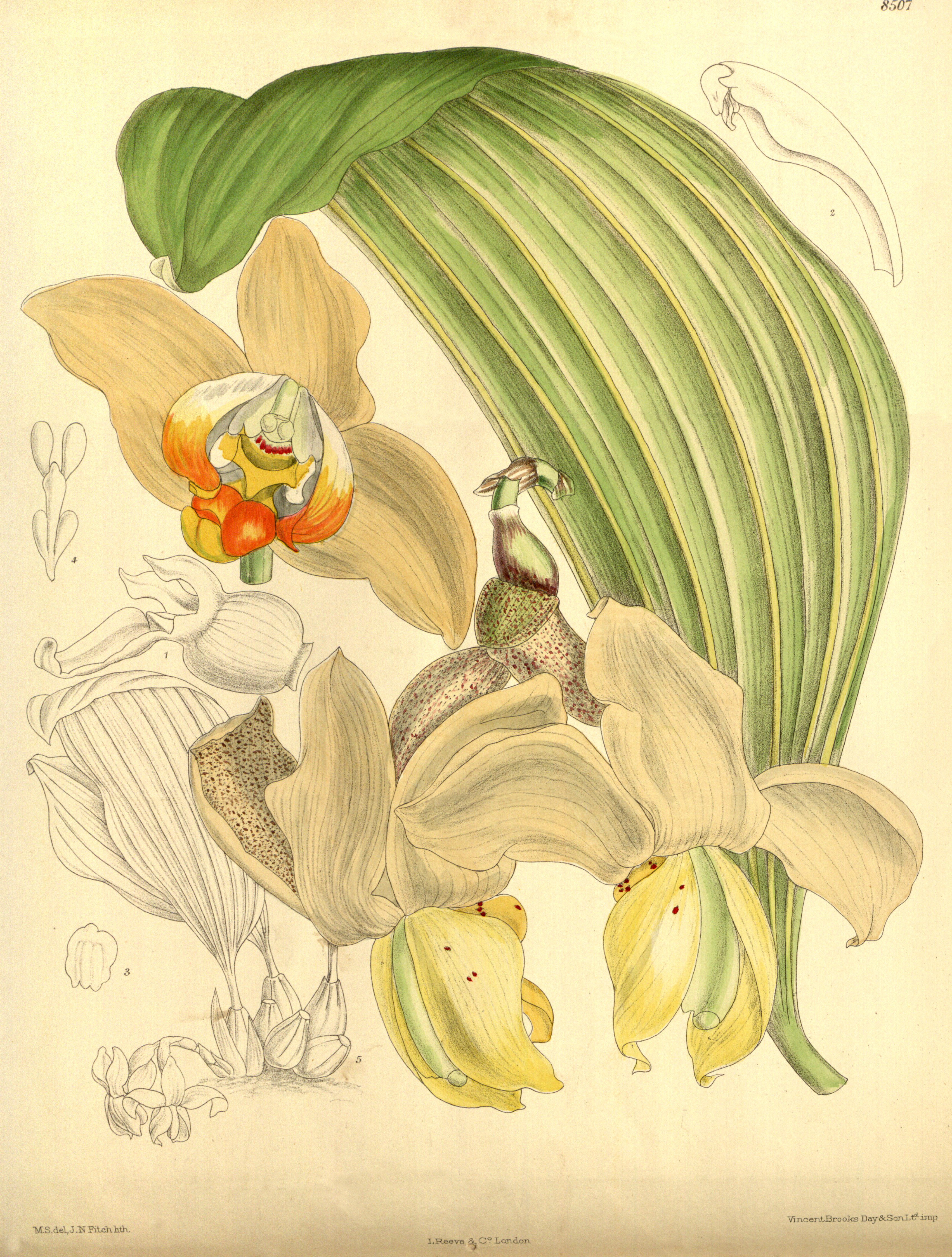